# L'adultero
L'adultero (Woman in a Dressing Gown) è un film del 1957 diretto da J. Lee Thompson e interpretato da Yvonne Mitchell, Anthony Quayle e Sylvia Syms.
È l'adattamento cinematografico di un episodio della serie antologica britannica ITV Playhouse, andato in onda il 28 giugno 1956 e scritto da Ted Willis, autore anche della sceneggiatura del film.
È stato presentato in concorso alla 7ª edizione del Festival di Berlino, dove ha ottenuto diversi riconoscimenti tra cui l'Orso d'argento per la migliore attrice vinto da Yvonne Mitchell, e nel 1958 ha ricevuto il Golden Globe per il miglior film straniero in lingua inglese.

## Trama
Amy e Jim Preston sono una coppia londinese sposata, con un figlio adolescente e una vita apparentemente felice. In realtà Amy è una donna sciatta e disorganizzata che passa le giornate in vestaglia a sbrigare i lavori di casa, mentre Jim ha una relazione con la giovane collega Georgie. Quando quest'ultima minaccia di rompere se non si decide a lasciare la moglie, Jim chiede il divorzio a Amy che rimane sconvolta.
Per cercare di convincere Georgie a non portarle via il marito, Amy la invita a casa e tenta di organizzare una cena e di apparire meno trasandata del solito, ma finisce per ubriacarsi e ordina a Jim e Georgie di uscire dall'appartamento. Jim se ne va, ma presto torna sui suoi passi e viene riaccolto da Amy e dal figlio.

## Produzione
Gli interni ambientati nel fittizio complesso residenziale Nightingale House sono stati girati negli Elstree Studios di Shenley Road a Borehamwood, mentre gli esterni sono stati filmati a Londra nel distretto di Chelsea.

## Distribuzione
Il film è stato proiettato in anteprima a Londra nel giugno del 1957 e il 3 luglio è stato mostrato al Festival di Berlino.

### Date di uscita
- Regno Unito (Woman in a Dressing Gown) – Giugno 1957
- Stati Uniti (Woman in a Dressing Gown) – 12 settembre 1957
- Danimarca (Efter alle disse år) – 24 febbraio 1958
- Finlandia (Nainen aamutakissa) – 11 aprile 1958
- Francia (La Femme en robe de chambre) – 23 luglio 1958
- Svezia (Den andra kvinnan) – 15 settembre 1958

## Critica
Il sito Rotten Tomatoes riporta l'80% di recensioni con un giudizio positivo, con un voto medio di 8,5 su 10.
In occasione della riedizione del 2012, il critico del Guardian Peter Bradshaw ha scritto: «Forse questo film risente di una certa devozione sentimentale per l'infelicità dell'epoca, ma la scena del confronto è davvero elettrizzante... Una riedizione imperdibile». Secondo Susannah Straughan di The Huffington Post, il film «prende un romantico dilemma visto molte volte e riesce a farlo apparire fresco. Ciò dipende dalle interpretazioni ben modulate e da un uso giudizioso della musica e dei primi piani».

## Riconoscimenti
- Festival internazionale del cinema di Berlino 1957
Orso d'argento per la migliore attrice a Yvonne Mitchell
Premio FIPRESCI a J. Lee Thompson
Premio OCIC, menzione speciale a J. Lee Thompson
Candidatura all'Orso d'oro a J. Lee Thompson
- Golden Globe 1958
Miglior film straniero in lingua inglese
- BAFTA Awards 1958
Candidatura per la miglior attrice britannica a Sylvia Syms
Candidatura per la migliore sceneggiatura per un film britannico a Ted Willis